# 沃利察 (布恰区)
50°39′45″N 29°51′45″E / 50.66250°N 29.86250°E
沃利察（烏克蘭語：Волиця）是位於烏克蘭北部的村莊，由基辅州布恰区的博罗江卡市镇負責管轄。該村始建於十九世紀，面積0.4平方公里，海拔高度152米，2001年人口33，人口密度每平方公里82.5人。